# 鵝鑾鼻野百合
鵝鑾鼻野百合（學名：Crotalaria similis Hemsl.）又稱屏東豬屎豆，豆科豬屎豆屬（Crotalaria）的多年生匍匐狀草本植物，為臺灣特有種，分布侷限於恆春半島東部海邊。

## 形態
鵝鑾鼻野百合為一斜上生長的小型草本植株高5至20公分，密被柔毛。葉為單葉，近無柄，葉形由卵形至橢圓形，葉長3至8公厘，葉寬2至4公厘，先端銳尖；且無托葉。其花序為頂生的總狀花序，具有3至5朵花，或為單生花；在花萼的基部有2枚小苞片；花萼長約6公厘，上部二裂但稍合生，密被毛；黃色花冠與花萼等長，雄蕊有兩形花葯，花粉形態相同，約20微米，均為三溝孔粒，外壁為圓孔狀至細穿孔紋。果實為長圓形莢果，長1公分；具有10至22顆種子。

## 分類
鵝鑾鼻野百合的首次命名在1895年，英國植物學家威廉·博廷·赫姆斯利在Annals of botany發表，他根據韓爾禮存放到邱園中的臺灣植物標本描述數個新種，鵝鑾鼻野百合即為其中之一，證據標本的採集號252號，赫姆斯利認為本種的形態與產於緬甸的Crotalaria perpusilla Collett & Hemsl.極為相似，但葉片較為狹窄。

## 分布與棲地
鵝鑾鼻野百合是臺灣原生野百合屬植物中，分布最狹隘且族群數量最稀少的物種，僅分布於墾丁東部沿岸，海拔100公尺以下開闊草地。有兩個數量較多的分布中心，一群在恆春半島的風吹沙，約佔全部族群之一半，另一群在龍磐草原，約佔全部族群三成。生育地涵蓋幾種類型，包括鈣質紅土地、沙地及草生地等，所有生育地類型中，鵝鑾鼻野百合出現在草生地數量最多；其次為沙地；鈣質紅土地最少。林介龍等人的研究指出過度的人為干擾，如造林、人為植栽、踐踏等明顯造成族群消失，但是如放牧的有限度干擾可能有利其生存。

## 人工育種及利用
鵝鑾鼻野百合因棲地侷限，數量稀少，屬於瀕危物種，未栽培利用；但同屬野百合屬（Crotalaria）的豆科植物中大葉（Crotalaria verrucosa L.）、黃野百合（Crotalaria pallida Ait. var. obovata (G. Don) Polhill.）及南美豬屎豆（Crotalaria zanzibarica Benth.）等可做為藥用，但這些藥材可能含有的生物鹼對人類有一定的毒性。

### 引用
1. 1 2 3  Huang, Shing-Fan; Huang, Tseng-Chieng. . Taiwania (College of Life Science, National Taiwan University & Biodiversity Association of Taiwan). 1987-03-01, 32 (1): 11-118  [2023-02-12]. doi:10.6165/tai.1987.32.11. （原始内容存档于2023-02-12） –taiwania.
2. 1 2 3  Huang, Shing-Fan; Huang, Tseng-Chieng. . Flora of Taiwan, 2nd edition. 1993, 3: 236  [2023-02-12]. （原始内容存档于2023-02-12）.
3. 1 2 3  . Flora of Taiwan. 1895, 10: 106, 115  [2023-02-12]. （原始内容存档于2023-06-06）.
4. ↑  Lin, Huey-Wen; Huang, Tseng-Chieng. . Taiwania (National Taiwan University). 1999, 44 (3): 384-403  [2023-02-12]. （原始内容存档于2023-02-12）.
5. ↑  Hemsley, W.B. . Annals of botany (Royal Garden, Kew.). 1895, 9: 143-160  [2023-02-12]. （原始内容存档于2023-02-12）.
6. 1 2  林介龍、高瑞卿  、黃曜謀.  (PDF). 國家公園學報. 2008, 18 (1): 67-72  [2023-02-12]. （原始内容存档 (PDF)于2023-02-12）.
7. 1 2  臺灣植物紅皮書編輯委員會. . 臺灣: ⾏政院農業委員會特有⽣物研究保育中⼼、⾏政院農業委員會林務局、臺灣植物分類學會. 2017: 21. ISBN 978-986-05-5021-4.
8. ↑  林介龍 、高瑞卿 、黃曜謀. . 臺灣博物季刊 (國立臺灣博物館). 2009, 28 (1): 58-59.
9. ↑  卓, 辰陽. . 臺灣: 亞洲大學保健營養生技學系碩士學位論文. 2016: 1–6.

## 扩展阅读
- 維基物種上的相關：屏东猪屎豆